# Вилијам Александер Морган
Вилијам Александер Морган (енгл. William Alexander Morgan; Кливленд, 19. април 1928 — Хавана, 11. март 1961) био је амерички држављанин који је учествовао у Кубанској револуцији предовећи групу герилаца која је протерала кубанску војску са кључних положаја у централним планинама као део Другог националног ескамбрајског фронта утирајући пут снагама Фидела Кастра да осигурају победу. Био један од око двадесетак америчких држављана који су се борили у револуцији и један од само три страна држављана који су имали чин команданта.
Пре револуције, служио је као припадник Оружаних снага САД у Јапану, до дезертирања када је ухапшен, побегао из притвора, поново ухапшен и избачен из војске и провео 2 године у затвору.
Окренуо се против Кастра након што је почео да показује комунистичке наклоности и био је један од лидера Ескамбрајске побуне, потмогнуте од стране ЦИЕ са намером свргавања Фидела Кастра. Ухапшен је 16. октобра 1960. године због контрареволуционарних активности, осуђен на смрт и погубљен 11. марта 1961. године.